# کهرت
سایت اصلی روستای کهرت: www.kahart.ir
سایت اصلی روستای کهرت: www.kahart.ir
کهرت، روستایی از توابع بخش مرکزی شهرستان خوانسار در استان اصفهان ایران است.
اين روستا نرم افزار اختصاصي به نام گلسار دارد كه مردمان اين روستا مي توانند برنامه گلسار را از بازار دانلود كنند اين نرم افزار براي خريد و فروش هاي منطقه تعريف شده است
سایت اصلی روستای کهرت: www.kahart.ir

## جمعیت
این روستا در دهستان پشتکوه قرار دارد و براساس سرشماری مرکز آمار ایران در سال ۱۳۸۵، جمعیت آن ۵۱۲ نفر (۱۵۷خانوار) بوده‌است.
سایت اصلی روستای کهرت: www.kahart.ir

## زبان
مردم این روستا به زبان ترکی سخن می گویند.